# (868) Lova
(868) Lova – planetoida z pasa głównego asteroid okrążająca Słońce w ciągu 4 lat i 166 dni w średniej odległości 2,71 au. Została odkryta 26 kwietnia 1917 roku w Landessternwarte Heidelberg-Königstuhl w Heidelbergu przez Maxa Wolfa. Pochodzenie nazwy nie jest znane. Przed jej nadaniem planetoida nosiła oznaczenie tymczasowe (868) 1917 BU.